# 獸醫管理局
香港獸醫管理局（英語：Veterinary Surgeons Board of Hong Kong，縮寫為VSB），是於1997年7月14日根據香港法例第529章《獸醫註冊條例》設立的法定機構，負責規管香港獸醫的執業、註冊及紀律事宜。

## 職能
1. 設置和保存一份註冊獸醫名冊。
2. 制訂和檢討註冊為註冊獸醫的資格標準及有關的註冊事宜
3. 就註冊事宜向政府提供意見
4. 審查和核實申請註冊為註冊獸醫的人士的資格
5. 接收、審查；接受或拒絕註冊為註冊獸醫的申請或註冊續期的申請
6. 處理違紀行為
7. 就管理局的處事程序備存妥善的紀錄
8. 向環境及生態局局長呈交根據第2段不時訂立的資格標準
9. 執行《獸醫註冊條例》所訂明的其他職能

## 成員
- 主席

吳宏偉教授
- 委任成員

Vanessa Rosemary Duke BARRS教授
陳駿瑜
祝效忠
Bronte Stuart FORBES獸醫
吳樂琳獸醫
郭慧良博士
林可人獸醫
劉漢傑
李威儀醫生
吳麗萍教授
Owen SWAN獸醫
陶文慧獸醫
- 選任成員

徐立雯獸醫
Paul George ESSEY獸醫
孫懿文獸醫
Joshua Perry STEINHAUS獸醫

## 轄下委員會
- 註冊事務委員會
- 職業道德委員會
- 初步調查委員會

## 歷任主席
- 陳坤耀教授（1997年9月15日－2000年9月14日）
- 潘宗光教授（2000年9月15日－2004年9月14日）
- 李焯芬教授（2004年9月15日－2010年9月14日）
- 黃玉山教授（2010年9月15日－2013年9月14日）
- 程伯中教授（2013年9月15日－2023年9月30日）
- 吳宏偉教授（2023年10月1日－）

## 歷任成員
- 蔡堅醫生

## 外部連結
- 香港獸醫管理局 （页面存档备份，存于）
- 香港獸醫學會 （页面存档备份，存于）
- 中國(香港)獸醫學會